# 波米鄉

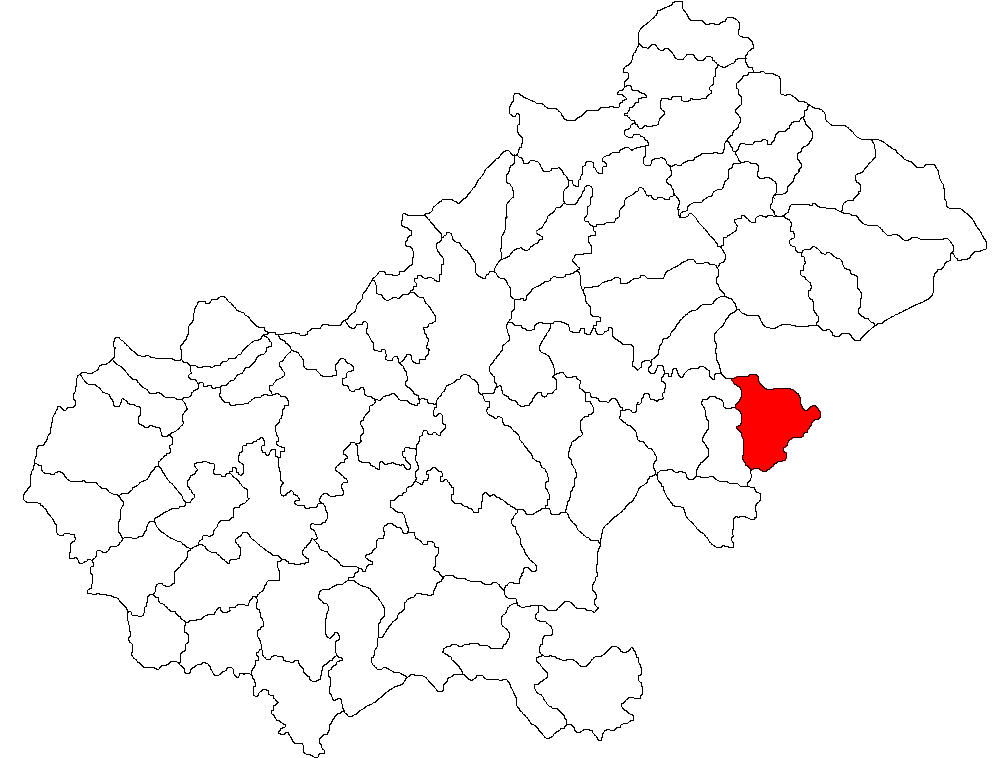

47°42′N 23°19′E / 47.700°N 23.317°E
波米鄉（羅馬尼亞語：Comuna Pomi, Satu Mare），是羅馬尼亞的鄉份，位於該國西北部，由薩圖馬雷縣負責管轄，面積39平方公里，海拔高度146米，2007年人口2,020，人口密度每平方公里51人。